# Roger Elwood
Roger Elwood (13 de janeiro de 1943—2 de fevereiro de 2007) foi um escritor e editor estadunidense de ficção científica, mais conhecido por ter editado uma série de antologias e coletâneas para várias editoras no início da década de 1970.

## Obras

### Séries
Angelwalk
1. Angelwalk (1988)
2. Fallen Angel (1990)
3. Stedfast Guardian Angel (1992)

- Darien: Guardian Angel of Jesus (1994)
- The Angelwalk Trilogy: Angelwalk / Fallen Angel / Stedfast (trilogia completa) (1995)
- Darien's Angelwalk for Children (1995)
- Angels in Atlantic City (1998)
- Wendy's Phoenix (1999)
- Where Angels Dare (1999)
- On Holy Ground (2001)

Bartlett Brothers
- Disaster Island (1992)
- Nightmare at Skull Junction (1992)

Oss Chronicles
1. Wolf's Lair (1993)
2. Deadly Sanction (1993)
3. Code Name Bloody Winter (1993)

Without the Dawn
1. How Soon the Serpent (1997)
2. Valley of the Shadow (1997)
3. The Judas Factor (1997)
4. Bright Phoenix (1997)

### Romances
- Long Night of Waiting (1974)
- Remnant (1989)
- The Christening (1989)
- Children of the Furor (1990)
- The Wandering (1990)
- Dwellers (1990)
- Sorcerers of Sodom (1991)
- Sudden Fear (1991)
- Terror Cruise (1991)
- Dark Knight (1991)
- Forbidden River (1991)
- Frankenstein Projects (1991)
- Wise One (1991)
- Soaring: An Odyssey of the Soul (1992)
- Maggie's Song (1993)
- Circle of Deception (1993)
- The Road to Masada (1994)
- Shawn Hawk: A Novel of the 21st Century (1995)
- Act of Sacrifice: Vol. 3 (1997)
- Ashes of Paradise (1997)
- Stephen the Martyr (1998)